# 1197
| 1197               |
| ------------------ |
| Dødsfald - Fødsler |
|                    |

| Gregoriansk kalender | 1197 MCXCVII            |
| Ab urbe condita      | 1950                    |
| Armensk kalender     | 646 ԹՎ ՈԽԶ              |
| Kinesiske kalender   | 3893 – 3894 丙辰 – 丁巳 |
| Etiopisk kalender    | 1189 – 1190             |
| Jødisk kalender      | 4957 – 4958             |
| Hindukalendere       |                         |
| - Vikram Samvat      | 1252 – 1253             |
| - Shaka Samvat       | 1119 – 1120             |
| - Kali Yuga          | 4298 – 4299             |
| Iransk kalender      | 575 – 576               |
| Islamisk kalender    | 593 – 594               |

Konge i Danmark: Knud 6. 1182-1202
Se også 1197 (tal)